# Fluornatromicrolite
La fluornatromicrolite è un minerale del gruppo della microlite il cui nome deriva dalla sua composizione chimica in quanto il fluoro è dominante nel sito del secondo anione. La nuova specie fu approvata dall'IMA già nel 1998 ma delle controversie fra la nomenclatura dei minerali del supergruppo del pirocloro dell'epoca ed il nome del minerale hanno fatto sì che la pubblicazione della scoperta sia stata fatta soltanto nel 2011.

## Morfologia
La fluornatromicrolite si rinviene in cristalli ottaedrici regolari o appiattiti. La struttura del cristallo è basata su ottaedri di TaO6 e su poliedri di (Na,Ca,Bi)O6F2.

## Origine e giacitura
La fluornatromicrolite è stata scoperta nel granito pegmatitico in associazione con l'albite.

## Luoghi di ritrovamento
La località tipo della fluornatromicrolite è presso il villaggio di Quixaba, comune di Frei Martinho, stato di Paraíba, Brasile.